# Regions Financial
Regions Financial ist ein US-amerikanisches Kreditinstitut mit Sitz in Birmingham, Alabama.
Das Unternehmen wurde 1971 unter dem Firmennamen First Alabama Bancshares gegründet. Im Unternehmen sind rund 39.500 Mitarbeiter beschäftigt (Stand: 2008). Regions Financial ist als Kreditinstitut vorwiegend in den Südstaaten der Vereinigten Staaten tätig. Das Unternehmen ist im Aktienindex S&P 500 gelistet.
Im Dezember 2000 wurde das Unternehmen Morgan Keegan aus Memphis, Tennessee erworben.  2006 fusionierte Regions Financial mit dem Kreditinstitut AmSouth Bancorporation aus Alabama.